# Audiencia Provincial de La Coruña

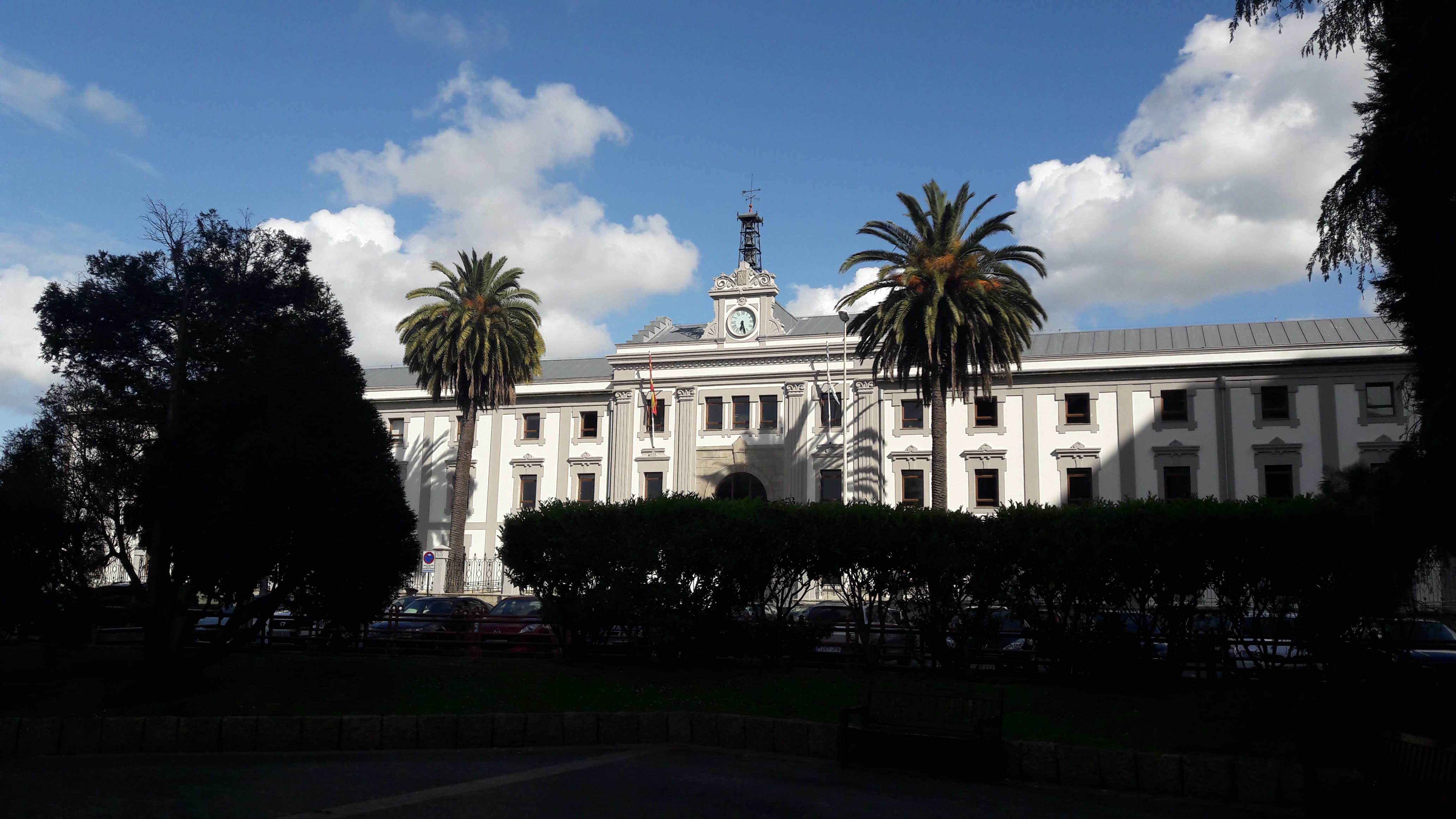
Sede de la Audiencia Provincial de La Coruña en el edificio de la antigua Fábrica de Tabacos.

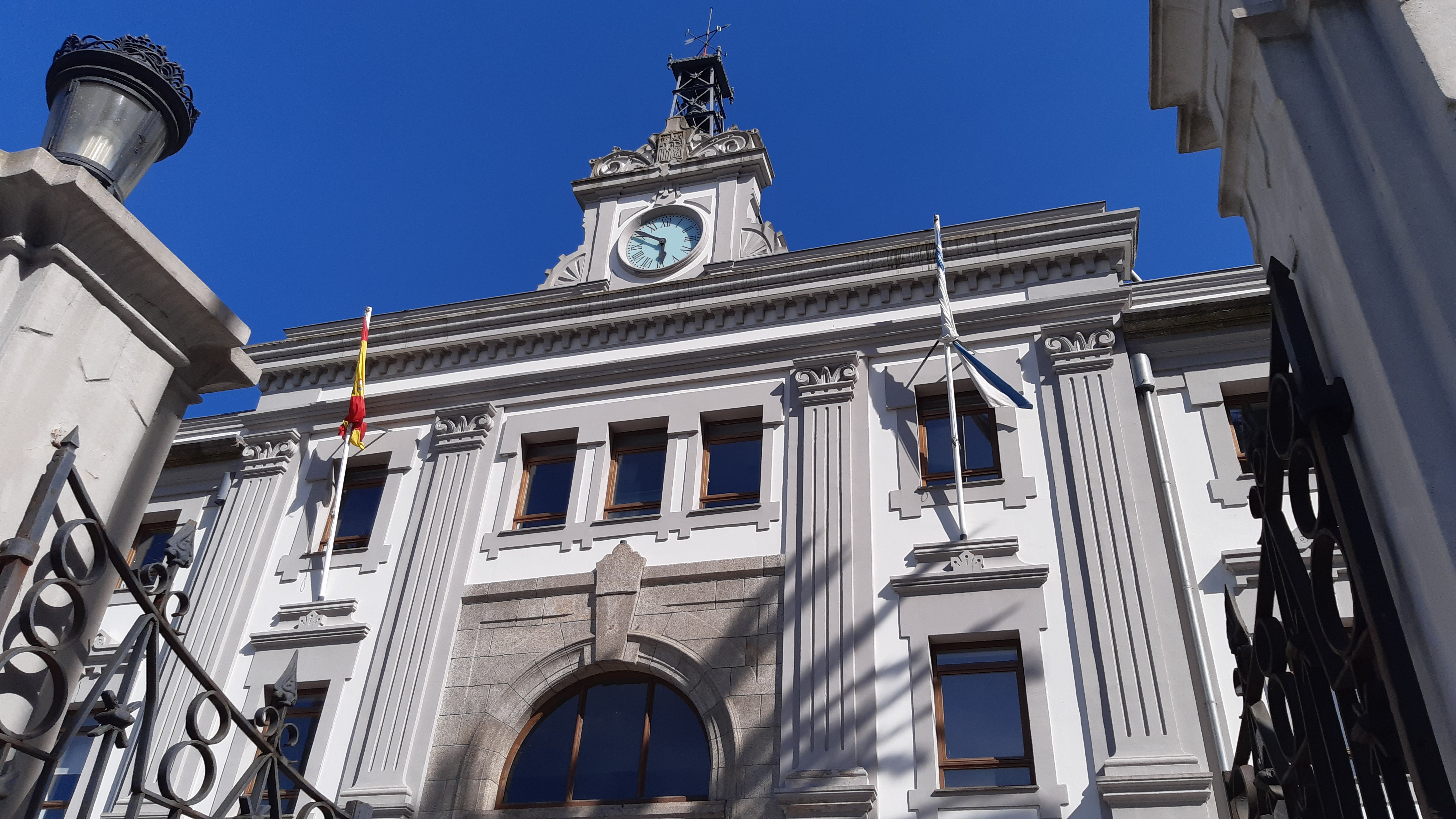
Fachada frontal y reloj de la Audiencia Provincial de La Coruña.

La Audiencia Provincial de La Coruña es el órgano judicial superior de la provincia de La Coruña (Galicia, España).

## Secciones
Conoce de asuntos civiles y penales. Cuenta con seis secciones: tres civiles (3, 4 y 5) y dos penales (1, 2).

## Sede
La Audiencia Provincial tiene su sede en la antigua Fábrica de Tabacos de la ciudad de La Coruña. Sin embargo la sección sexta, que se ocupa de asuntos civiles y penales, tiene su sede en Santiago de Compostela.

## Presidencia
El actual presidente de la Audiencia Provincial de La Coruña es, desde 2019, el magistrado Ignacio Picatoste.
Los magistrados que han desempeñado la Presidencia de la Audiencia Provincial de La Coruña con anterioridad a Ignacio Picatoste son: José Luis Seoane Spiegelberg (2006-2019), Ángel Judel Prieto (1996-2006), José María Cabanas Gancedo (1991-1996), Juan José Reigosa González (1986-1991) y Emilio Celorio Sordo (1970-1986).